# Francisco de Palacios

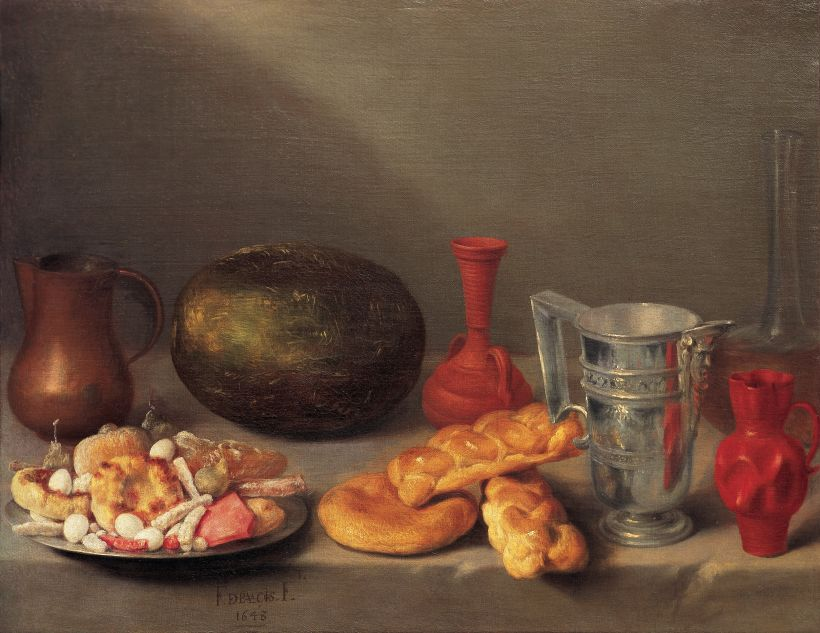
Natura statică cu pâine de Francisco de Palacios, Colecția familiei Graf Harrach, Galeria de Artă, 1648

Francisco de Palacios, numit și Francisco Palacios, (n. 1623, Madrid, Spania – d. 27 ianuarie 1652, Madrid, Spania), a fost un pictor spaniol baroc.

## Biografie
De Palacios a fost cunoscut inițial prin doar două mici naturi statice, achiziționate la Madrid la sfârșitul secolului al XVII-lea de contele Ferdinand Harrach Buenaventura, publicate de August L. Mayer⁠(d) în 1922, și două picturi cu Sfântul Onofrei și  Francisc de Assisi în mănăstirea Calatravas Moralzarzal (Madrid). Când a văzut picturile pentru prima dată, Buenaventura a văzut influența lui Antonio Ponz⁠(d) și s-a gândit că poate că autorul este El Greco, așa că a fost surprins când a recunoscut semnătura lui Palacios. Prin urmare, Palacios a fost înțeles în primul rând ca fiind un pictor de natură statică, până când cercetările ulterioare au dezvăluit că a realizat și portrete și peisaje.
În ianuarie 1646 s-a căsătorit cu Josefa Berges, fiica pictorului și comerciantului de vopseluri Francisco Berges, precizând în contract că amândoi aveau mai mult de douăzeci de ani. Cuplul a avut doi copii, iar în decembrie 1651, fiind grav bolnav, a făcut un testament, ordonând șase sute de Liturghii cu alte cereri, inclusiv una pentru canonizarea Sfintei Maria de la Cabeza, indicând un nivel de trai financiar bun. A murit la Madrid în ianuarie 1652, după ce și-a stabilit reședința pe strada Alcala. Atât în testament, cât și la licitația bunurilor tatălui său, care a murit în 1672, există știri interesante despre picturile din diverse palate, acoperind toate genurile. Alături de câteva tablouri nespecificate pentru Nicholas Jacobs, sunt citate în testament un portret al Doñei Teresa, soția lui Joseph Ferriol, funcționar al secretariatului Indiilor. În plus, lui Jerome González Bricianos, casierul Manuel López de Salcedo i-a realizat un tablou de mari dimensiuni cu Fecioara, Sfântul Iosif și Pruncul Isus și Glorie eternă Tatălui. De asemenea, Palacios a citat trei „Livezi colorate natural”, o altă natură statică cu „o masă cu niște piersici și măsline și lut”, și „un peisaj și o Încoronare cu spini”.

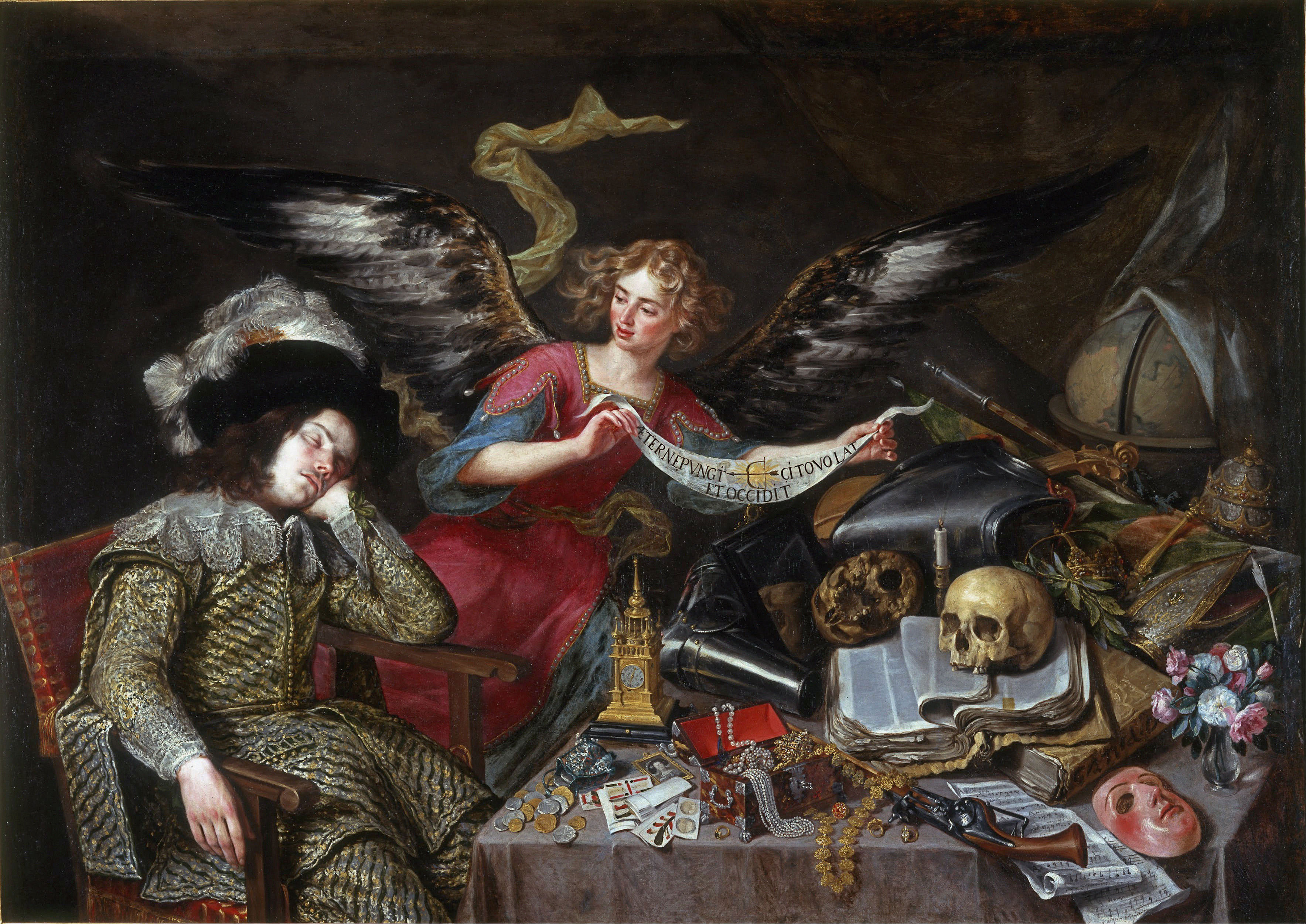
Visul cavalerului, atribuit în mod tradițional lui, este atribuit lui Palacios de unii istorici de artă.

Relația cu Diego Velázquez, despre care se crede că ar fi fost un discipol, ar putea fi confirmată indirect de o clauză curioasă din testament prin care spunea că i-a oferit lui „Don Diego de Silva o garnitură de sabie și pumnal”. Pe baza caracteristicilor stilului, unii istorici de artă i-au atribuit lui Palacios Visul cavalerului, care a fost atribuit în mod tradițional lui Antonio de Pereda⁠(d). Tratamentul delicat al mâinilor, atât de diferit de cel întâlnit de obicei în opera lui Pereda, ar putea fi și un alt argument în favoarea atribuirii picturii. Real Academia de Bellas Artes de San Fernando, unde se află pictura, continuă să atribuie lucrarea lui Pereda. În ultima vreme, Azanza Javier Lopez, istoric de artă la Universitatea din Navarra, a extins foarte mult numărul de lucrări cunoscute ale pictorului.